# Henry Hoare der Jüngere

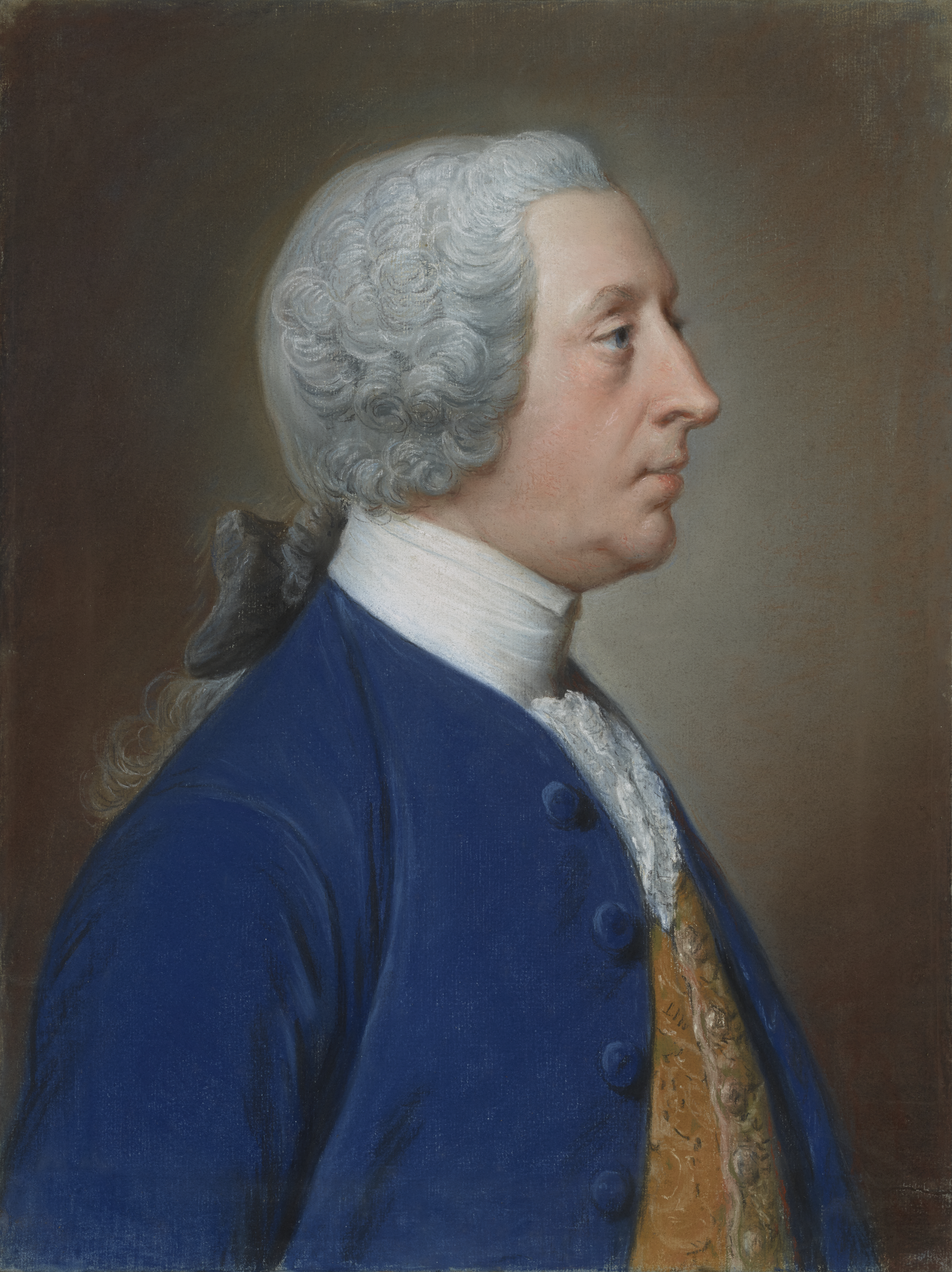
Henry Hoare der Jüngere

Henry Hoare der Jüngere (* 7. Juli 1705; † 8. September 1785 in Clapham) war ein britischer Bankier und Förderer der Kunst. Er schuf auf dem von seinem Vater erworbenen Anwesen den Landschaftspark von Stourhead. Er war der älteste Sohn von Henry Hoare dem Älteren und dessen Frau Jane. Innerhalb der Familie wurde er auch Henry the Magnificient („der Großartige“) genannt.

## Leben und Werk
Seine Jugend verbrachte Hoare in Quarley (Hampshire). Er beschäftigte sich mit Vergnügungen und dem Lesen der klassischen Schriftsteller. 1726 heiratete er Anne Marsham, die bereits 1727 starb. 1728 heiratete er Susan Colt. 1734 erwarb er Wilbury House in Wiltshire und wurde zum Member of Parliament für Salisbury gewählt. Er widmete sich in den Folgejahren dem Studium der Malerei und begann, Kunst zu sammeln. Nach dem Tod seiner Mutter 1741 übersiedelte er nach Stourhead.
Mit dem Tod seines Onkels Benjamin Hoare wurde er Haupteigentümer der Hoare Bank, die sein Großvater Richard Hoare gegründet hatte. Seine jährlichen Einnahmen aus dem Bankgeschäft beliefen sich auf etwa 10000 Pfund Sterling, ein zeitgenössisch sehr hoher Betrag. Nach dem Tod seiner zweiten Frau 1743 begann Hoare mit der Schaffung des Landschaftsparks.

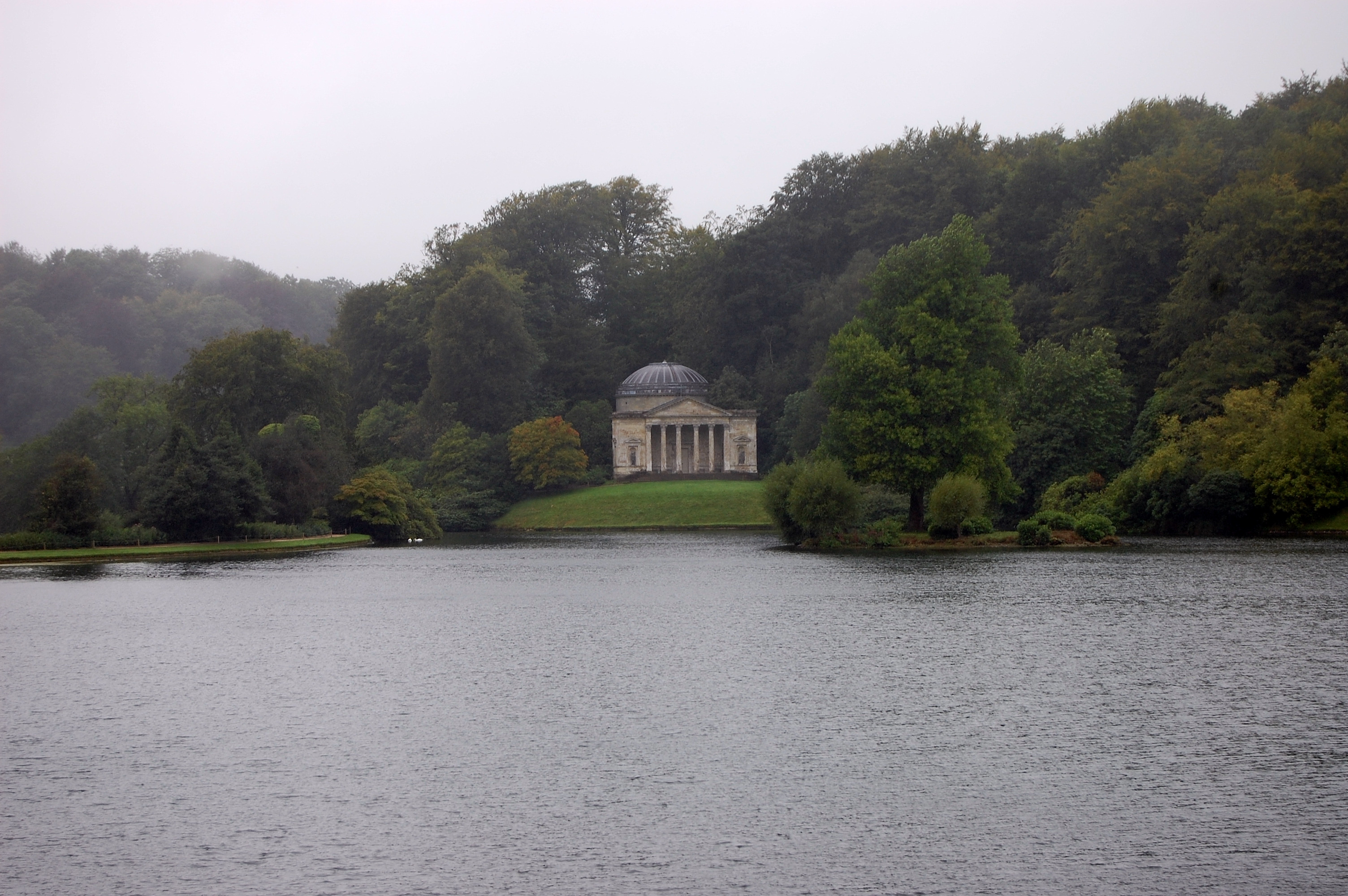
Das Pantheon in Stourhead

Für die Umwandlung seines Anwesens in eine der Natur nachempfundene Ideallandschaft engagierte er den Architekten Henry Flitcroft. Dieser entwarf unter anderem den Flora-Tempel (1745), das Pantheon (1753–54) und den Apollo-Tempel (1785). Bei den von Hoare veranlassten Arbeiten handelte es sich um weit mehr als eine bloße Gartenanlage, vielmehr wurde die Landschaft großräumig vollständig überformt. Um einen See zu schaffen, wurde der Fluss Stour aufgestaut. Ideengeber für diesen neuartigen Landschaftentwurf waren die Gemälde von Claude Lorrain und Nicolas Poussin. Stourhead ist zusammen mit dem Park von Stowe House (Buckinghamshire) das Vorbild des englischen Landschaftsgartens, wie er in der Folgezeit überall in Europa entstand.
Hoare stattete das von Colen Campbell errichtete Haus von Stourhead mit Gemälden und Skulpturen aus. 1783 zog er sich in seinen zweiten Wohnsitz in Clapham zurück, wo er 1785 starb. Hoare wurde auf dem Friedhof von Stourton beigesetzt. Er überlebte alle seine Kinder (Anne, aus erster Ehe, gestorben 1735; Henry, gestorben 1752; Anne, gestorben 1759; Susanna, gestorben 1783; außerdem zwei frühverstorbene Söhne). Erbe von Stourhead wurde sein Enkel Richard Colt Hoare (1758–1838).